# Viktor Poloepanov
Viktor Andrejevitsj Poloepanov (Russisch: Виктор Андреевич Полупанов) (Chimki, 1 januari 1946) was een Sovjet-Russisch ijshockeyer. 
Poloepanov won tijdens de Olympische Winterspelen 1968 de gouden medaille, dit gold ook als wereldkampioenschap.
Poloepanov werd in 1967 wereldkampioen, tijdens dit toernooi was hij met zijn landgenoot Anatoli Firsov topschutter met 11 doelpunten.
Poloepanov werd met zijn ploeg HC CSKA Moskou zesmaal landskampioen.